# John Thomson (Offizier)
Sir Charles John Thomson GCB CBE AFC (* 7. Juni 1941; † 10. Juli 1994 auf dem Militärflugplatz RAF Halton, Halton, Buckinghamshire) war ein britischer Luftwaffenoffizier der Royal Air Force, der zuletzt im Range eines Generals (Air Chief Marshal) 1994 kurzzeitig bis zu seinem Tod erster Oberkommandierender der Alliierten Streitkräfte der NATO in Nordwesteuropa AFNORTHWEST (Allied Forces Northwestern Europe) war.

## Leben

### Pilotenausbildung und Verwendungen als Luftwaffenoffizier
Thomson wuchs in Nordirland auf und besuchte das 1894 gegründete Campbell College in Belfast. Anschließend begann er im September 1959 seine fliegerische Ausbildung als Flight Cadet der A-Squadron am Royal Air Force College Cranwell, der Offiziersschule der RAF. Bei Abschluss der Ausbildung wurde er mit dem Robert-Marsland-Groves-Gedächtnispreis, der Dickson Trophy sowie dem Michael Hill Memorial Prize ausgezeichnet. Daraufhin wurde er am 31. Juli 1962 als Berufssoldat (Permanent Commission) in die RAF aufgenommen und zum Leutnant (Pilot Officer) befördert. Seine erste Verwendung fand er als Pilot von Hawker Hunter-Jagdflugzeugen bei der No. 43 Squadron RAF, die zu den Streitkräften in Aden (British Forces Aden) gehörte. Dort nahm er an Einsätzen in der Region um den Persischen Golf teil sowie zwischen Januar und Mai 1964 in der Region Radfan im Jemen. Während dieser Zeit wurde er am 31. Juli 1963 zum Oberleutnant (Flying Officer) befördert, wobei diese Beförderung auf den 31. Juli 1962 zurückdatiert wurde.
Im Anschluss wurde Thomson 1964 Pilot bei der zu den Luftstreitkräften in der Bundesrepublik Deutschland (RAF Germany) gehörenden No. 2 Squadron RAF auf dem Militärflugplatz RAF Gütersloh, wobei er nunmehr Aufklärungsflüge durchführte. Dort erhielt er seine Beförderung zum Hauptmann (Flight Lieutenant) am 31. Januar 1965 und wurde am 2. März 1966 Aide-de-camp des Oberkommandierenden der RAF Germany, Air Marshal Denis Spotswood.

### Verwendungen als Stabsoffizier
Zwischen 1967 und 1973 nahm Thomson an einem mehrjährigen Austauschprogramm mit der US Air Force teil und war in dieser Zeit beim 67th Tactical Reconnaissance Wing USAF auf der Bergstrom Air Force Base in Texas eingesetzt. Dort erfolgte am 1. Juli 1970 seine Beförderung zum Major (Squadron Leader). Nach seiner Rückkehr nach Großbritannien absolvierte er 1973 das RAF Staff College Bracknell und wurde nach dessen Abschluss 1973 Leiter der Projektgruppe für den SEPECAT Jaguar-Jagdbomber im Hauptquartier des Luftangriffskommandos (RAF Strike Command). Nach seiner Beförderung zum Oberstleutnant (Wing Commander) am 1. Juli 1975 blieb er im Hauptquartier des RAF Strike Command und übernahm dort am 25. Juli 1975 die Funktion als Offizier für Luftwaffenplanung.
Am 14. Juli 1976 übernahm Thomson seinen ersten Befehlsposten, und zwar als Kommandeur der No. 41 Squadron RAF auf dem Luftwaffenstützpunkt RAF Coltishall, wo es zur weiteren praktischen Verwendung der SEPECAT Jaguar-Jagdbomber in der RAF kam. Dabei kamen ihm seine fliegerischen Kenntnisse von Kampf- als auch Aufklärungsflugzeugen für die Rolle im Luftraum über Norwegen zugute. In dieser Zeit leitete er auch den ersten Einsatzflug von SEPECAT Jaguar-Jagdbombern über den Atlantischen Ozean anlässlich der Teilnahme am NATO-Militärmanöver Red Flag 1978. Anschließend wurde er am 12. März 1979 Persönlicher Stabsoffizier beim Chef des Luftwaffenstabes (Chief of the Air Staff), Air Chief Marshal Michael Beetham. Während dieser Zeit wurde er am 16. Juni 1979 mit dem Air Force Cross (AFC) ausgezeichnet sowie am 1. Juli 1980 zum Oberst (Group Captain) befördert. Anschließend wurde er am 11. Dezember 1981 Kommandeur des zur RAF Germany gehörenden Luftwaffenstützpunktes RAF Brüggen.
Thomson besuchte ab dem 10. Januar 1984 einen Lehrgang am Royal College of Defence Studies (RCDS) in London und wurde während dieser Zeit zum Commander des Order of the British Empire (CBE) ernannt. Im Anschluss wurde er am 1. Januar 1985 zum Air Commodore befördert und übernahm den Posten als Direktor der neuen Abteilung für Verteidigungskonzepte im Luftwaffenstab.

### Aufstieg zum Air Chief Marshal
Nach seiner Beförderung zum Generalmajor (Air Vice Marshal) am 1. Januar 1987 wurde Thomson am 19. Februar 1987 Nachfolger von Air Vice Marshal Michael Simmons als Kommandeur AOC (Air Officer Commanding) der No. 1 Group RAF und bekleidete diesen Posten bis zu seiner Ablösung durch Sandy Wilson am 24. Februar 1989. In dieser Funktion war er Befehlshaber aller in Großbritannien stationierten Tankflugzeuge, Transporthubschrauber und Unterstützungshubschrauber. Daraufhin wurde er am 14. März 1989 Vize-Chef des Luftwaffenstabes (Assistant Chief of the Air Staff) und folgte in dieser Verwendung abermals Air Vice Marshal Michael Simmons. In dieser Funktion beschäftigte er sich neben Fragen der Rüstungskontrolle auch mit der für Mitte der 1990er Jahre vorgesehenen Umstrukturierung der RAF. Er verblieb in dieser Verwendung bis zu seiner Ablösung durch Air Vice Marshal Timothy Garden am 15. März 1991.
Daraufhin wurde Thomson 1991 Kommandierender General AOC-in-C (Air Officer Commanding in Chief) des Luftwaffenunterstützungskommandos (RAF Support Command) und damit Nachfolger von Air Marshal Michael Graydon. In dieser Verwendung wurde er am 8. Mai 1991 selbst zum Generalleutnant (Air Marshal) befördert und am 15. Juni 1991 auch zum Knight Commander des Order of the Bath (KCB) geschlagen, so dass er fortan den Namenszusatz „Sir“ führte. Am 5. Oktober 1992 löste ihn Air Marshal John Willis als Kommandierender General des RAF Support Command ab.
Im Anschluss erfolgte am 4. November 1992 die Beförderung Thomsons zum General (Air Chief Marshal). Zugleich wurde er am 4. November 1992 Nachfolger von Air Chief Marshal Michael Graydon als Kommandierender General des Luftangriffskommandos (RAF Strike Command). Diesen Posten hatte er bis zu seiner Ablösung durch Air Chief Marshal Richard Johns am 30. Juni 1994 inne. Zwischenzeitlich wurde er am 11. Juni 1994 zum Knight Grand Cross des Order of the Bath (GCB) erhoben.
Am 1. Juli 1994 wurde er erster Oberkommandierender (Commander in Chief) des innerhalb der NATO neugeschaffenen Kommandos der Alliierten Streitkräfte in Nordwesteuropa AFNORTHWEST (Allied Forces Northwestern Europe) mit Hauptquartier in High Wycombe. Er erkrankte jedoch wenige Tage nach Amtsantritt schwer und verstarb am 10. Juli 1994 im Militärkrankenhaus der Luftstreitkräftebasis RAF Halton. Sein Nachfolger als Oberkommandierender von AFNORTHWEST wurde daraufhin erneut Air Chief Marshal Richard Johns.
Aus seiner 1972 mit Jan Bishop geschlossenen Ehe gingen drei Töchter hervor, von denen eine bereits als Kleinkind im Alter von drei Jahren 1977 verstarb.